# Eridolius paululus
Eridolius paululus är en stekelart som beskrevs av Dmitriy R. Kasparyan 1990. Eridolius paululus ingår i släktet Eridolius och familjen brokparasitsteklar. Inga underarter finns listade i Catalogue of Life.